# جوي غزال
جوي غزال (من مواليد 15 سبتمبر 1978) هو صاحب مطعم كندي ومؤسس Fighterbrands القابضة المحدودة وشركة Pine Tree العامة للتجارة و The MAINE.  قام غزال بتطوير وامتلاك وإدارة مفاهيم المطاعم والحانات البارزة في بيروت ودبي. حازت من مجلة Caterer على جائزة «أفضل مطعم في الشرق الأوسط».

## الخلفية والتعليم
ولد في مونتريال بكندا ونشأ في دبي، وتخرج من كلية دبي عام 1995 تخصص المسرح والتاريخ. حاصل على درجة البكالوريوس في العلوم السياسية من جامعة كونكورديا في مونتريال في كندا.

## الحياة المهنية
بدأ غزال مسيرته المهنية في عام 1998 في سن الثامنة عشرة كعامل حافلة في "La Queue de Cheval Steakhouse & Bar" في مونتريال. لقد شق طريقه في الرتب من نادل إلى مساعد مدير مطعم، إلى مدير التسويق في «مجموعة مطاعم مورينتزوس» (MRG) التي يملكها بيتر مورينتزوس.
بعد مغادرة MRG في عام 2009، انتقل جوي إلى بيروت في لبنان، حيث ابتكر وامتلك وأدار أربعة مفاهيم فريدة: "Cro Magnon Steakhouse & Bar" و "St. Elmo's Seaside Brasserie في Zaitunay Bay، "The Angry Monkey" الذي كان حصل على امتياز لمجمع ستيريو أركيد في دبي عام 2013 وشركة Brgr Co.
في عام 2013، عاد غزال إلى دبي ليؤسس «Fighterbrands القابضة المحدودة» وهي وكالة إبداعية تطور وتملك وتدير مفاهيم المطاعم والحانات.  في عام 2014، أسس غزال «Pine Tree العامة للتجارة» وهي شركة تمتلك "The MAINE Oyster Bar & Grill"، وهو أول مطعم محلي في دبي من نيو إنجلاند سي سايد.  